# Laons
Laons är en kommun i departementet Eure-et-Loir i regionen Centre-Val de Loire strax norr om centrala Frankrike. Kommunen ligger i kantonen Brezolles som tillhör arrondissementet Dreux. År 2022 hade Laons 655 invånare.

## Befolkningsutveckling
Antalet invånare i kommunen Laons
Referens:INSEE